# Орбау (Сату Маре)
Орбау (рум. Orbău) насеље је у Румунији у округу Сату Маре у општини Чехал. Oпштина се налази на надморској висини од 257 m.

## Становништво
Према подацима из 2002. године у насељу је живело 350 становника, од којих су сви румунске националности.